# Email response management
Email response management —o erm— se puede traducir por optimización de la gestión de los emails de entrada masiva. Una solución ERM permite a los contact center una gestión de los correos electrónicos más rápida, más eficaz y una deducción de los costes (personal, teléfono...).
- Datos: Q85868777